# Gbelce
Gbelce (en hongarès Köbölkút) és un poble d'Eslovàquia que es troba a la regió de Nitra. El 2022 tenia una població estimada de 2.096 habitants.

## Història
La primera menció escrita de la vila es remunta al 1233.

## Demografia
| Godina             | 1994 | 2004   | 2014   | 2024   |
| ------------------ | ---- | ------ | ------ | ------ |
| Nombre de persones | 2410 | 2259   | 2220   | 2051   |
| Diferència         |      | −6,26% | −1,72% | −7,61% |

| Godina             | 2023 | 2024   |
| ------------------ | ---- | ------ |
| Nombre de persones | 2067 | 2051   |
| Diferència         |      | −0,77% |